# Рута Лідія Петрівна
Лі́дія Петрі́вна Ру́та (нар. 14 липня 1937, смт Васильківка Дніпропетровської області) — українська журналістка. Заслужений журналіст України.
Член Національної спілки журналістів України (1961).

## Життєпис
Народилася в селі Васильківка (з 1957 року — однойменне селище міського типу) на Дніпропетровщині. Вищу освіту здобула на факультеті журналістики Київського державного університету імені Тараса Шевченка (1954—1959), який закінчила з червоним дипломом.
Від серпня 1959 року — в газеті «Радянська Україна» (з 1992 р. — «Демократична Україна») — літпрацівник, кореспондент, спеціальний кореспондент по зв'язках із читачами, з 1992 року — оглядач із соціальних питань. Все життя працювала в одній газеті, згодом на пенсії.

## Творчість
Автор численних публікацій у періодиці, статей у збірниках публіцистики. Спеціалізація — соціальні питання, нетрадиційна медицина. Співпрацювала з газетами «Комуніст», «Товариш», «Злагода», журналом «Профспілки України» та іншими.

## Нагороди, відзнаки
- Почесне звання «Заслужений журналіст України» (1998)
- Медаль «У пам'ять 1500-річчя Києва»
- Медаль «За трудову відзнаку»
- Медаль «Ветеран праці»
- Лауреат премії Спілки журналістів України «Золоте перо» (1985)